# Стивен Кеши
Стивен Окечукву Кеши (енгл. Stephen Okechukwu Keshi; Азаре, 23. јануар 1962 — Бенин Сити, 7. јун 2016) био је нигеријски одбрамбени играч и фудбалски менаџер.
Током своје играчке каријере, Кеши је 60 пута заиграо за Нигеријски национални фудбалски тим; ово га чини другим најчешћим играчем међу ’11 одабраних’ у репрезентацији ове земље (у време када се пензионисао). Играо је за Нигерију на Светском првенству у фудбалу 1994. и Афричком купу нација 1994.; као капитен Супер орлова, Кеши је највише био заслужан за њихову победу на Афричком купу 1994. године. Такође је играо и клупски фудбал у пет држава, од којих је најзначајније поменути Белгију у којој је 1991. године са Андерлехтом освојио Белгијску лигу шампиона. У Белгији је играо и у Локерену, док је у Француској играо у Стразбуру.
Као менаџер, Кеши је остварио успех квалификовавши се на челу Тогоа на једино такмичење ове репрезентације на Светском првенству у фудбалу (2006). Међутим, он је поднео оставку и заменио га је Ото Пфистер. Касније је тренирао свој играчки национални тим, те постао један од два човека — поред египатског играча Махмуда ел Гохарија — која су освојила Афрички куп нација и као играчи и као тренери.

## Играчка каријера
После играчке каријере проведене већином у белигјским клубовима, Кеши је отишао у Сједињене Америчке Државе да заврши школу за тренера.

## Тренерска каријера
Године 1996, придужио му се Огастин Игуавон, који је једно време тренирао нигеријски национални тим. Играли су заједно у Калифорнији као стуб одбране кратковечних Сакраменто скорпионса. Кеши је био део тренерског особља у националном тиму Нигерије, а најважнија позиција на којој је био је позиција главног тренера Џуниор иглса на Афричком првенству младих 2001. које је такође послужило као квалификација за Светско првенство младих 2001, без успеха.
Између 2004. и 2006. године, Кеши је тренирао национални фудбалски тим Тогоа, а изненадивши све довео га је на његово прво светско првенство у фудбалу, у Немачку 2006. Осигуравши мало вероватну квалификацију Тогоа, благовремено је замењен немачким тренером Отоом Пфистером пре финала светског првенства, након што је Того показао разочаравајући перформанс и није успео да прође нокаут фазу на Афричком купу нација 2006. у Египту. Међутим, Пфистер није успео да оправда контроверзну кампању за светско првенство која је готово резултовала смањивањем плата играчима, тако да је Того остао без менаџера све до фебруара 2007. када су поново — на време — позвали Кешија пре пријатељске утакмице са Камеруном.
Радио је као менаџер Националног фудбалског тима Малија, након што је априла 2008. године потписао двогодишњи уговор. Кеши је смењен јануара 2010, након раног испадања Малија у групним фазама Афричког купа нација 2010.

### Нигеријски национални тим
Кеши је постао тренер нигеријског националног тима 2011. године. Довео је Нигерију до квалификације на Афрички куп нација, на ком је и победила, поразивши Буркину Фасо са 1 : 0 у финалу. Следећег дана Кеши је поднео своју оставку, да би само дан касније променио своју одлуку. Кеши је одвео Нигерију на Куп конфедерација 2013; ту је добио Тахите 6 : 1 и изгубио 1 : 2 од Уругваја у другој утакмици, те такође изгубио 0 : 3 од победника светског првенства, Шпаније, у њиховој финалног утакмици групне фазе.
Кеши је 16. новембра 2013. године осигурао квалификацију на Светско првенство 2014. победивши Етиопију 4 : 1 на продужетке у плејофу. Кеши је поставио рекорд у афричком фудбалу тако што је постао први афрички тренер који је успешно изборио квалификацију две афричке нације (Нигерија и Того) у финале светског првенства. Такође је помогао Нигерији да постане прва земља која је освојила трофеј Афричког купа нација и квалификацију на светско првенство, обоје 2013. године.
Нигерија се пробила кроз нокаут фазу Светског првенства 2014. Такмичење су почели нерешеном утакмицом 0 : 0 против Ирана, а затим наставили контроверзном победом 1 : 0 против Босне и Херцеговине. Изгубили су утакмицу финалне групне фазе са 2 : 3 против Аргентине, али су прошли у нокаут фазу захваљујући победи од 3 : 1 Босне и Херцеговине над Ираном. Супер иглси су изгубили од Француске у првој нокаут фази. После утакмице, Кеши је објавио своју оставку на место тренера Супер иглса, али је касније променио своју одлуку како је Нигеријска фудбалска федерација обновила његов уговор.
Његов тим није успео да победи ни у једној утакмици у квалификацијама за предстојећи Афрички куп нација 2015. у Мароку, а он је објавио да ће да промени посао ако притисак постане неиздржив, и то због неких људи које је одбио да именује а који су покушавали да га „саботирају”. Како год, изјавио је да ће да настави да тренира Супер иглсе зато што воли тим и воли своју земљу.
Након испадања Нигерије са светског првенства, јула 2015. године Кешијев уговор са Нигеријском фудбалском федерацијом (NFF) је истекао и није био обновљен. Изјава Извршног комитета NFF била је да је одлука донесена, и то након што су подробно прегледани извештаји/докази Дисциплинског комитета NFF те Техничког и развојног комитета NFF, као и деловања и неделовања Стивена Кешија при извршавању својих дужности главног тренера Супер иглса, за што је све NFF утврдио да не испуњава потребне захтеве како би се постигли циљеви Федерације а како је истакнуто у тренеровом уговору за запошљавање.

## Лични живот
Стивен Кеши је завршио Колеџ „Сент Финбар” (енгл. Saint Finbarr's College) у Акоки (Јаба, Лагос). Накнадно је добио средњошколску диплому на Колеџу „Сент Грегори” (енгл. Saint Gregory's College).
Кеши је био ожењен са својом супругом Кејт (рођ. Абуриме) 30 година. Она је умрла 10. децембра 2015. године, после трогодишње борбе са раком. Имали су четворо деце.
Кеши је имао срчани удар и умро је на путу за болницу, 7. јуна 2016. године у Бенин Ситију, у 55. години живота.

## Признања

### Играчка каријера
Клупска признања
Њу Најџиријан бенк ФК
- Клупско првенство Западне Африке (2): 1983, 1984

Стад д’Абиџан
- Куп Уфет Бојни (2): 1985, 1986

Африка спортс
- Премијер дивизија Обале Слоноваче (1): 1986
- Куп Обале Слоноваче (1): 1986

Андерлехт
- Белгијски куп (2): 1988, 1989
- Џупилер лига (1): 1991

Интернационална признања
Нигерија
- Афрички куп нација (1): 1994 []

### Менаџерска каријера
Интернационална признања
Нигерија
- Афрички куп нација (1): 2013
- Конфедерације афричког фудбала — Афрички тренер године 2013[19]